# 魔法騎士レイアース イメージソング
『魔法騎士レイアース イメージソング』（マジックナイトレイアース・イメージソング）は、テレビアニメ『魔法騎士レイアース』のイメージソング・シングル。1995年3月25日から1995年12月1日までに計7枚がポリドール及びポリグラムよりリリースされた。
『モコナの絵かきうた』・『モコナ音頭でぷぷぷのぷ』・『RUN/闇の夢』・『聖夜の天使たち』のディスクジャケットは原作者・CLAMPの描き下ろし。

## モコナの絵かきうた
収録曲
1. モコナの絵かきうた [3:07]
作詞：龍咲海 / 作曲：鳳凰寺風 / 編曲：松尾早人
2. モコナの絵かきうた（メロディ入り・カラオケ） [3:07]
3. モコナの絵かきうた（オリジナル・カラオケ） [3:04]

## いつか天使になれる
収録曲
1. いつか天使になれる [4:01]
作詞：田村直美、作曲：田村直美・石川寛門、編曲：湯川トーベン
2. いつか天使になれる（オリジナル・カラオケ） [4:02]
3. 海の留守電メッセージ（ボーナストラック） [0:28]

## そよ風のソナチネ
収録曲
1. そよ風のソナチネ [4:25]
作詞：森由里子、作曲・編曲：松尾早人
2. そよ風のソナチネ（オリジナル・カラオケ） [4:26]
3. 風の留守電メッセージ（ボーナストラック） [0:26]

## 少女よ、大志を抱け！
収録曲
1. 少女よ、大志を抱け！（ガールズ・ビー・アンビシャス） [4:08]
作詞：森由里子 / 作曲：財津和夫 / 編曲：湯川トーベン
2. 少女よ、大志を抱け！（オリジナル・カラオケ） [4:10]
3. 光の留守電メッセージ（ボーナストラック） [0:24]

## モコナ音頭でぷぷぷのぷ
収録曲
1. モコナ音頭でぷぷぷのぷ [5:09]
作詞：大川七瀬、作曲・編曲：松尾早人
2. モコナ音頭でぷぷぷのぷ・盆おどり [4:32]
作詞：大川七瀬、作曲・編曲：松尾早人
3. モコナ音頭でぷぷぷのぷ（オリジナル・カラオケ） [5:09]
4. モコナ音頭でぷぷぷのぷ・盆おどり（オリジナル・カラオケ） [4:29]

## RUN/闇の夢
収録曲
1. RUN [4:59]
作詞：大川七瀬、作曲・編曲：松尾早人
2. 闇の夢 [4:39]
作詞：大川七瀬、作曲・編曲：松尾早人
3. RUN（オリジナル・カラオケ） [5:10]
4. 闇の夢（オリジナル・カラオケ） [4:35]

## 聖夜の天使たち
収録曲
1. 聖夜の天使たち [6:04]
作詞：大川七瀬、作曲・編曲：坂本洋
2. 聖夜の天使たち（インストゥルメンタル） [6:04]
3. 聖夜の天使たち（オリジナル・カラオケ） [6:03]

### ユニットメンバー
1. 1 2 3 4 5 6 7 8  獅堂光（椎名へきる）、龍咲海（吉田古奈美）、鳳凰寺風（笠原弘子）